# Żabieniec trawolistny
Żabieniec trawolistny (Alisma gramineum Lej.) – gatunek roślin z rodziny żabieńcowatych (Alismataceae). 

## Rozmieszczenie geograficzne
Występuje w strefie umiarkowanej półkuli północnej. W Polsce rośnie na rozproszonych stanowiskach na nizinach.

## Morfologia
LiścieSzarozielone; okazy lądowe posiadają liście podługowatoeliptyczne lub wąskolancetowate, okazy wodne - równowąskie.
KwiatyZebrane w 3-4 okółki. Płatki korony dłuższe od działek kielicha. Szyjka słupka zagięta, krótsza od zalążni.

## Biologia i ekologia
Bylina, hemikryptofit lub helofit. Kwitnie od czerwca do października.

## Zagrożenia
Gatunek umieszczony został na Czerwonej liście roślin i grzybów Polski (2006, 2016) i na obszarze Polski uznany za narażony (kategoria zagrożenia V (VU)). Tę samą kategorię posiada w Polskiej Czerwonej Księdze Roślin.